# Quercus coccifera
La quercia spinosa (Quercus coccifera L., 1753) è un arbusto sempreverde della famiglia delle Fagaceae, diffusa nel bacino del Mediterraneo.

## Etimologia
L'epiteto specifico deriva dal latino coccum, termine genericamente usato per indicare le cocciniglie. La specie è infatti attaccata, nelle aree calde, dal Kermes ilicis, una cocciniglia da cui si estrae un colorante rosso.

## Descrizione
È una pianta sempreverde a portamento arbustivo-arboreo, alta in genere 2-5 metri ma che, in condizioni ecologicamente favorevoli, può raggiungere gli 8 m. Nella forma tipica germogli e rami giovani sono quasi del tutto glabri, con pochi peli radi sparsi solo nei rametti del primo anno; nella parte orientale del suo areale (dalle coste sud-orientali della penisola italiana al Medio Oriente), è presente un morfotipo particolarmente xerofilo, noto come quercia di Palestina, che presenta germogli e rami giovani ricoperti da un fitto indumento di peli giallastri; tale entità in passato veniva considerata una specie a sé (Quercus calliprinos), ma è allo stato attuale considerata un morfotipo di Quercus coccifera.
Le foglie sono persistenti per più anni, coriacee, brevemente picciolate, glabre su entrambe le pagine e con pochi peli sparsi lungo le nervature principali. La lamina fogliare è piccola, generalmente lunga 2–3 cm, ellittica o ovata-oblunga, con margine dentato-spinoso nelle forme giovanili, intero nell'habitus adulto.
Le ghiande sono solitarie o appaiate. Maturano in due anni perciò sono presenti sia sui rametti dell'anno sia su quelli dell'anno successivo. La cupola è emisferica completamente avvolgente, con squame inizialmente conniventi, poi visibilmente patenti.

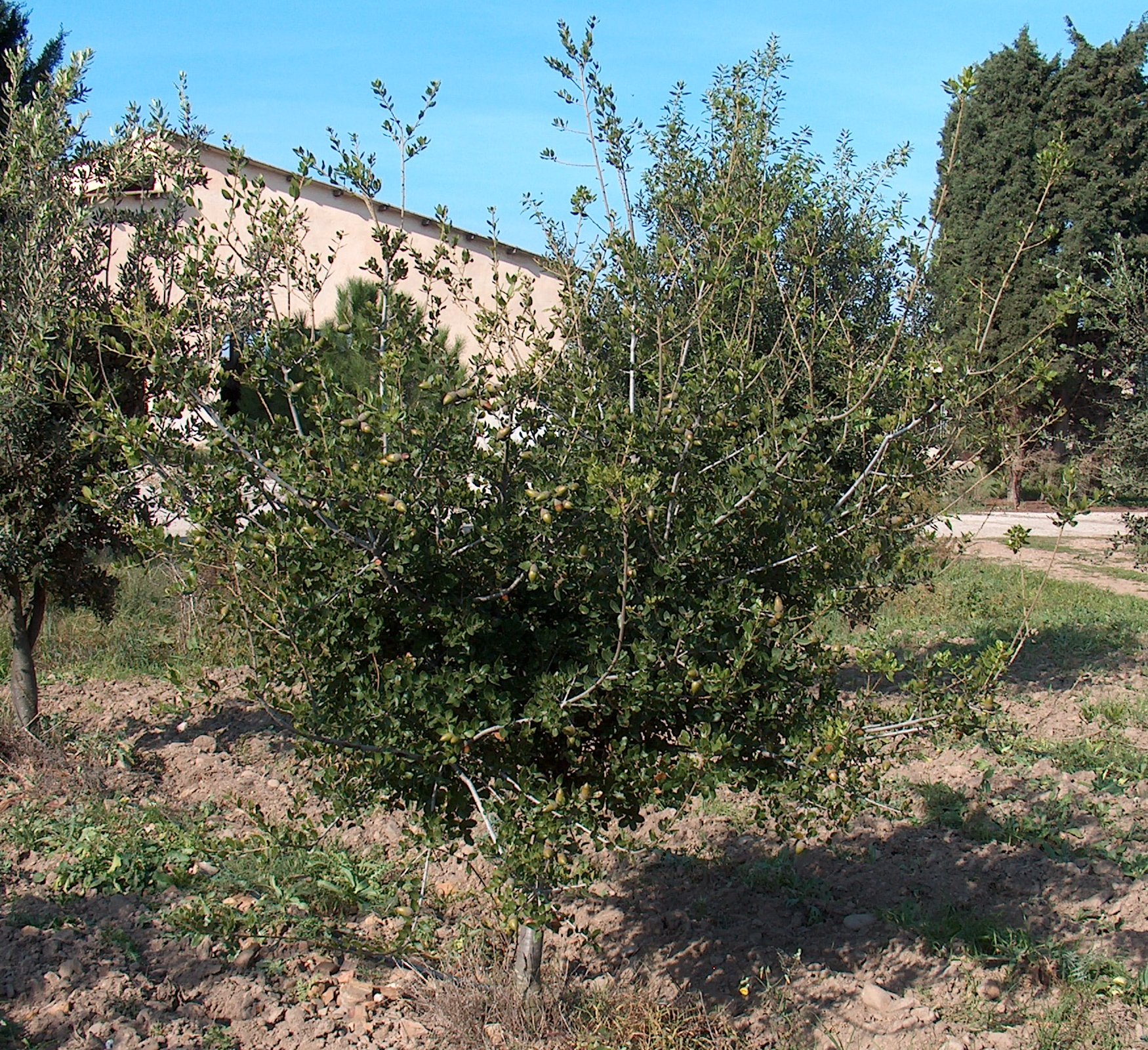
Arbusto di 5-6 anni d'età
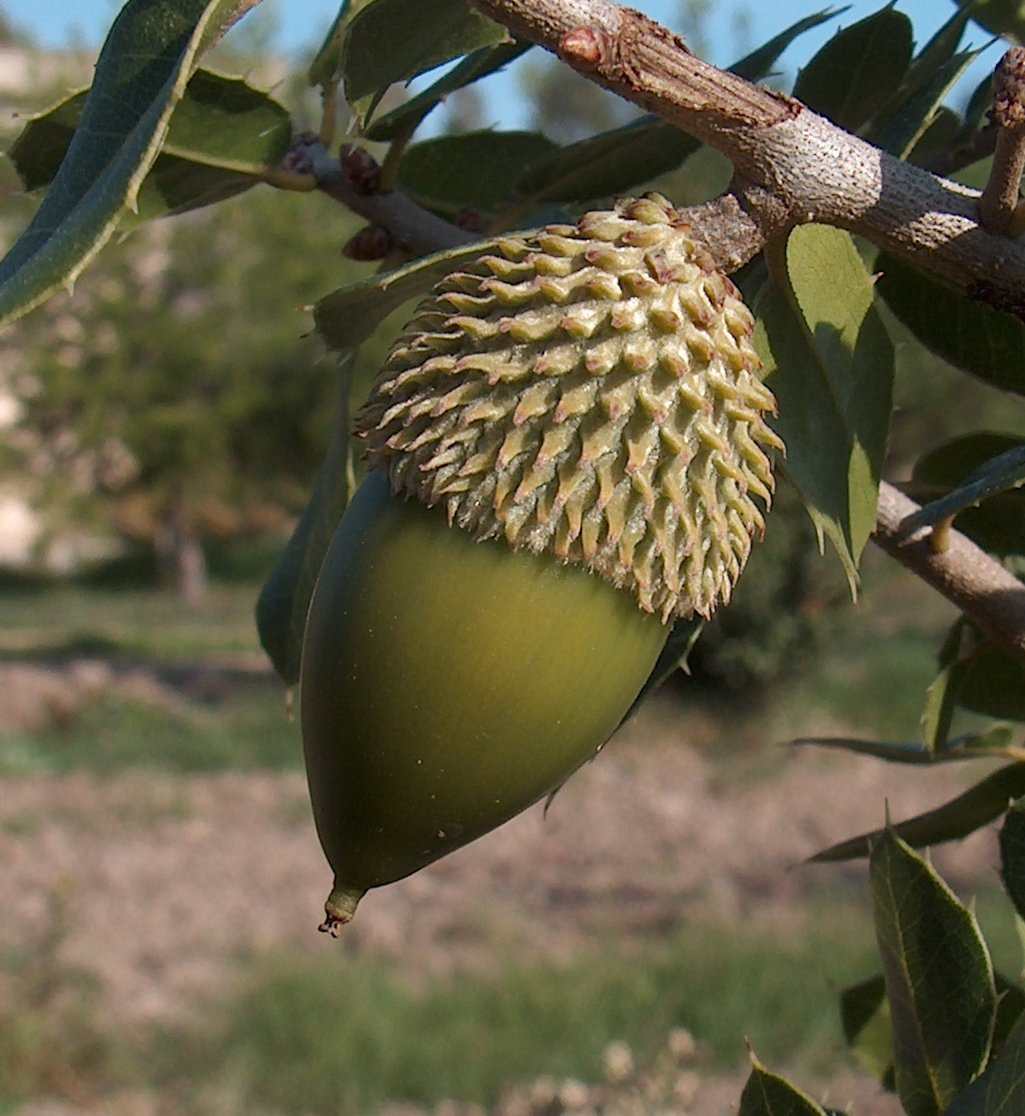
Ghianda
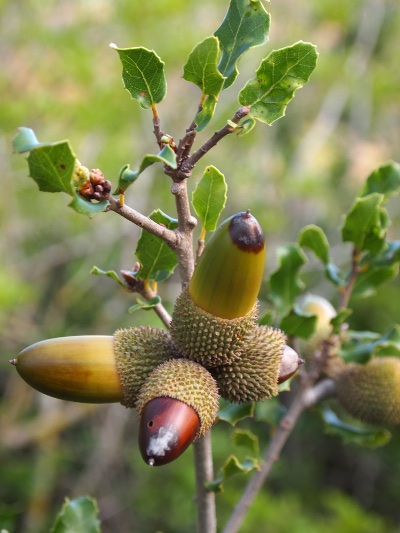
Foglie e ghiande
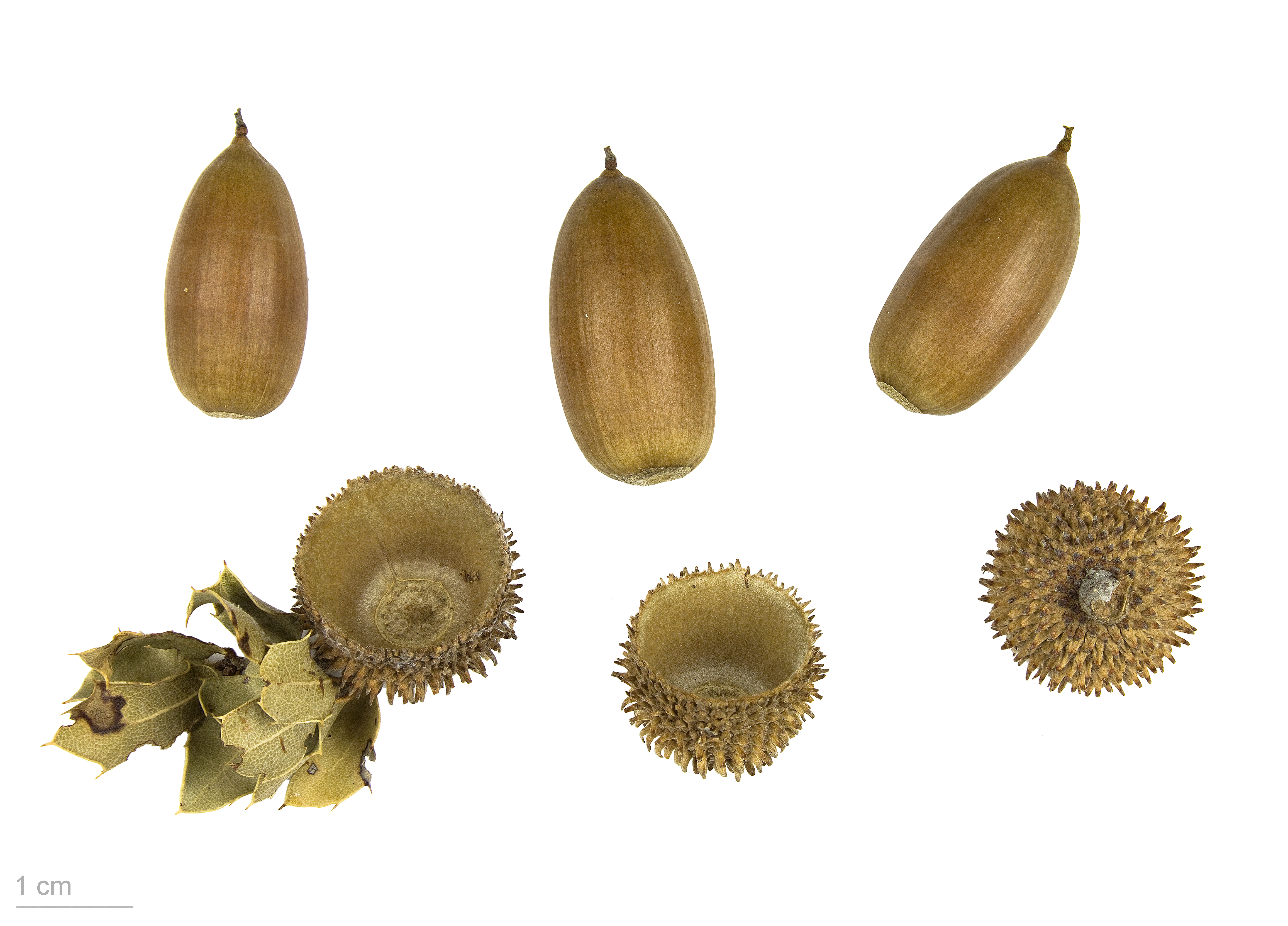
Quercus coccifera - Campione museale

## Distribuzione e habitat
L'areale della quercia spinosa si estende lungo le coste di tutto il bacino del Mediterraneo. Vegeta nel Lauretum caldo, o fascia termomediterranea dal livello del mare fino ai 300/500 metri d'altitudine, nella macchia mediterranea del tipo Oleo-Ceratonion e nelle garighe legate alla degradazione della foresta mediterranea sempreverde.
 
In Italia è presente in tutte le regioni meridionali, con la sola esclusione della Campania; in passato la sua presenza è stata indicata anche nell'estrema Liguria occidentale, tuttavia tali segnalazioni (risalenti al XIX secolo, ma riprese anche da autori moderni come Fiori, Gismondi e Pignatti) sembrano provenire da località del Nizzardo, che oggi non fanno più parte del territorio amministrativo ligure. Un esemplare si trova a Genova Nervi.

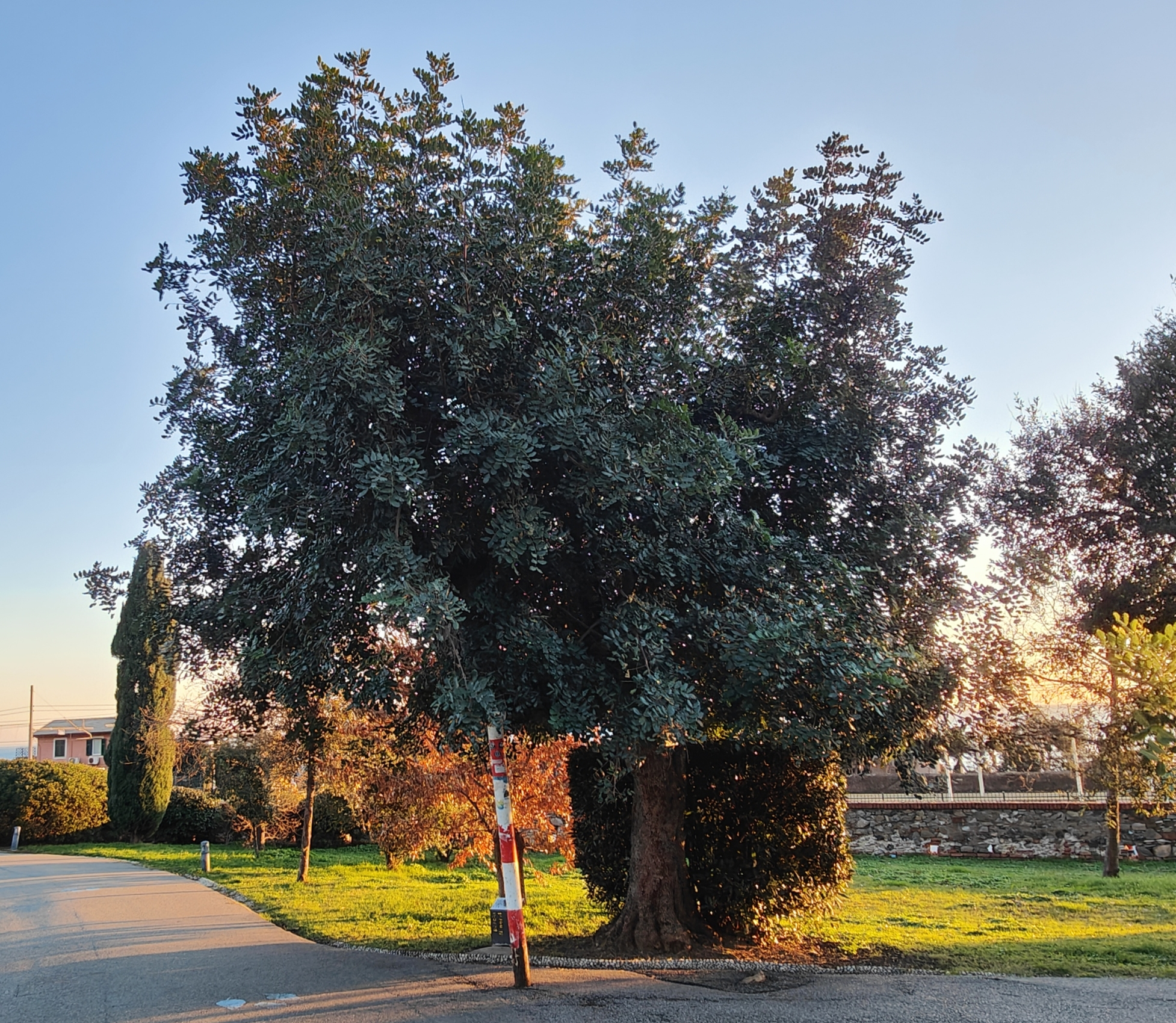
Esemplare di Quercia Spinosa (Q. Coccifera) ai Parchi di Nervi

In Sardegna Quercus coccifera è ormai diventata specie rara, presente soprattutto nelle stazioni forestali del sud-ovest dell'isola. In Sicilia risulta piuttosto frequente lungo la fascia costiera nord-occidentale (soprattutto nel Palermitano) e più sporadica altrove. In Calabria, Basilicata e Puglia è specie rara, distribuita prevalentemente nel settore ionico.

## Specie simili
La quercia spinosa può essere facilmente confusa anche con le forme giovanili del leccio (Quercus ilex). Il principale elemento di distinzione è la pelosità, infatti il leccio ha le foglie (almeno le più giovani) rivestite nella pagina inferiore da un denso indumento di peli bianchi, che le rende visibilmente discolori (verdi superiormente, bianche inferiormente), invece in Quercus coccifera il tomento è quasi assente oppure è presente (ma meno fitto) anche nella pagina superiore ed è di colore grigio-giallastro. Nell'habitus adulto le due specie si differenziano nettamente per il portamento, lo sviluppo in altezza, le caratteristiche morfologiche delle ghiande, in particolare le cupole.